# Apasmara

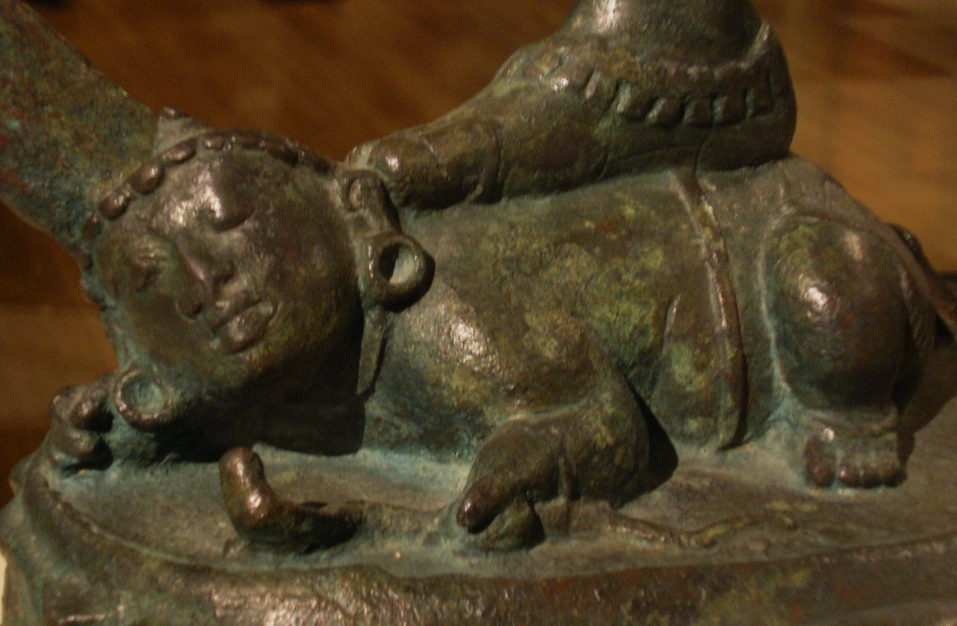
Apasmāra, sujetando una cobra y debajo el pie de Nataraja (= Śiva como Señor de la Danza).

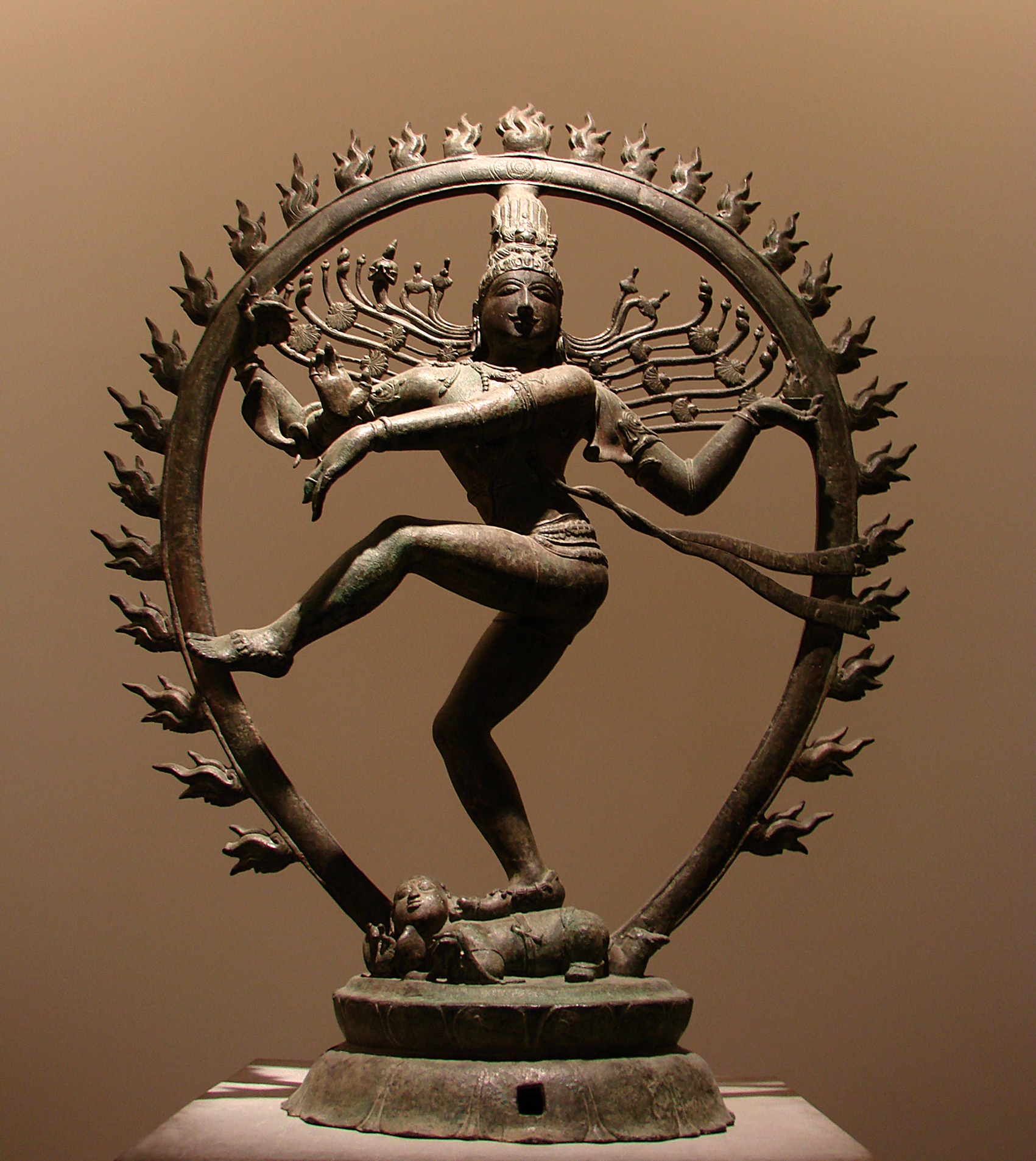
Shiva Nataraja danzando el baile cósmico de creación, destrucción y moksha (= liberación definitiva) sometiendo el cuerpo de Apasmāra. Escultura en bronce, dinastía Chola, en el Museo Guimet, París.

Según las creencias en el Hinduismo y mitología hinduista, Apasmara (AITS: Apasmāra)  es descrito como una entidad o ser enano, quién representa la ignorancia espiritual y el discurso sin sentido que nos mantiene en Maya. Es también conocido como Muyalaka o Muyalakan. 
Apasmara, desde el punto de la Filosofía india, puede entenderse como una manifestación concreta de avidya (la ignorancia). Para preservar el conocimiento en el mundo, Apasmāra debe ser sometido, pero no asesinado, ya que hacerlo perturbaría el equilibrio necesario entre el conocimiento espiritual y la ignorancia. Matar a Apasmāra simbolizaría la obtención del conocimiento sin el esfuerzo, la dedicación y el trabajo duro requeridos, y esto conduciría a la devaluación del conocimiento en todas sus formas. Para someter a Apasmāra, Śiva adoptó la forma de Nataraja (Śrī Naṭarāja), el Señor de la Danza, y realizó la danza cósmica de Tāṇḍava. Durante este baile, Śrī Naṭarāja sometió a Apasmāra aplastándolo con su pie derecho. Como Apasmāra es uno de los pocos demonios destinados a la inmortalidad, se cree que el Señor Śiva permanece para siempre en su forma de Śrī Naṭarāja suprimiendo a Apasmāra por toda la eternidad.
Si bien apasmara es considerado  o descrito como un "ser demoniaco", realmente no pertenece ni esta relacionado con los asuras en el hinduismo.

## Concepto de enfermedad en la ayurveda
El concepto de Apasmara en Āyurveda se relaciona con un grupo de trastornos neurológicos, uno de los cuales puede identificarse como epilepsia: según Maharṣi Caraka, hay 4 tipos de apasmāra. Estos 4 tipos de apasmara son Vataja, Pitaja, Kapahaja y Sannipataja. Estos pueden estar relacionados con condiciones asociadas con la pérdida de memoria como amnesia y demencia o epilepsia del lóbulo temporal con estados de fuga o histeria. Cháraka instituyó esta clasificación en función a los diferentes doshas del cuerpo.